# I. arhidiakonat
I. arhidiakonat je arhidiakonat Nadškofije Ljubljana. Obsega Ljubljano z bližnjo okolico. Skupno je v arhidiakonatu 48 župnij.

## Dekanije
- Dekanija Ljubljana - Center
- Dekanija Ljubljana - Moste
- Dekanija Ljubljana - Šentvid
- Dekanija Ljubljana - Vič/Rakovnik